# Hoplitis cristatula
Hoplitis cristatula là một loài Hymenoptera trong họ Megachilidae. Loài này được van der Zanden mô tả khoa học năm 1990.